# Heinrich Friedrich Kunzemann
Heinrich Friedrich Kunzemann (* 16. Dezember 1899 in Nieder-Wildungen (Landkreis Waldeck-Frankenberg); † 27. Dezember 1944 in Fulda) war ein deutscher Parteifunktionär (NSDAP) und Abgeordneter des Provinziallandtages der preußischen Provinz Hessen-Nassau.

## Leben
Heinrich Friedrich Kunzemann war der Sohn des Landwirts Carl Kunzemann und dessen Gemahlin Susanne Huy. Nach seiner Schulausbildung ging er in die Kommunalverwaltung, nahm als Kriegsfreiwilliger am Ersten Weltkrieg teil  und absolvierte die  Laufbahnprüfungen für den mittleren Dienst 1926 und gehobenen Dienst 1929. Er engagierte sich politisch und trat zum 1. November 1931 in die NSDAP ein (Mitgliedsnummer 699.079). 1933 erhielt er ein  Mandat für den Kurhessischen Kommunallandtag des Regierungsbezirks Kassel, aus dessen Mitte er zum Abgeordneten des Provinziallandtages der Provinz Hessen-Nassau bestimmt wurde. Im Jahr darauf verlor er seine Mandate und wurde von allen Ämtern suspendiert, so des Kreisleiters des Amtes für Beamte der NSDAP, des Kreisschulungsleiters und des Kreiskassenrendanten.